# Vikana
Vikana es una variedad cultivar de ciruelo (Prunus domestica), de las denominadas ciruelas europeas.
Una variedad de ciruela criada en 1964 en el Centro de Investigación Polli Garden, Tartu, como cruce de 'Viktoria' x 'P. americana'.
Las frutas de tamaño mediano a grande de forma ovoide, con estrechamiento como cuello de botella en la zona de inserción peduncular, piel de color principal amarillo, cubierto de sobre color marrón rojizo o rojo violáceo, y pulpa de color amarillo blanquecino, textura fibrosa, agridulce. La pulpa tiene un sabor ligeramente amargo. Tolera las zonas de rusticidad según el departamento USDA, de nivel 5 a 8.

## Historia
'Vikana' variedad de ciruela europea que fue obtenida en 1964 por los investigadores Arthur Jaama y Eevi Jaama en el Centro de Investigación Hortícola Polli, dependiente del "Departamento de Ciencias de la Vida" de la Universidad de Tartu, siendo el resultado del cruce efectuado de 'Viktoria' como "Parental Madre" x  polen de 'P. americana' como "Parental Padre".
Variedad descrita por: Kask, 1984; A. ja E. Jaama, 1990. Para el nombre de la variedad, se ha utilizado la ortografía de los nombres de las variedades según las normas del idioma estonio.

## Características
'Vikana' es un árbol de porte erguido, abierto en dosel y de gran vigor, que presenta una buena resistencia a las enfermedades comunes del ciruelo. Es autofértil siendo autopolinizador. Flor blanca, que tiene un tiempo de floración que comienza a partir del 21 de abril con el 10% de floración, para el 26 de abril tiene una floración completa (80%), y para el 3 de mayo tiene un 90% de caída de pétalos.
'Vikana' tiene una talla de tamaño medio a grande con lados grandes, ovoide, con estrechamiento como cuello de botella en la zona de inserción peduncular, su epidermis con un color principal amarillo, cubierto de sobre color marrón rojizo o rojo violáceo, ligeramente asimétrica, recubierta de abundante pruina, fina, blanquecina; sutura con línea poco visible, de color algo más oscuro que el fruto; pedúnculo de longitud mediano, fuerte, con una longitud promedio de 11.05 mm; pulpa de color amarillo blanquecino, textura fibrosa, agridulce. La pulpa tiene un sabor ligeramente amargo.
Hueso no adherente a semi adherente, grande, alargado, asimétrico, con el surco dorsal muy ancho y profundo, los laterales más superficiales, zona ventral poco sobresaliente, superficie rugosa.
Su tiempo de recogida de cosecha se inicia en su maduración a inicios de septiembre.

## Usos
Se usa comúnmente como postre fresco de mesa buena ciruela de postre de fines de verano.
También se usa por su alto contenido de azúcar lo convierte en una excelente opción para enlatar y secar.